# 回指
在语言学中，回指（英語：anaphora），是指用一个短语來引用语境中的另一个短语（其前行语或后行语）。狭义而言，回指只针对前行语，下指（又称预指、照应）则针对后行语。回指所用的短语称作回指语，比如在“莎莉到了，但没有人看到了她”中，“她”是回指语，前行语是“莎莉”。在“她到了之前，没有人看到了莎莉”中，“她”的后行语是“莎莉”，所以“她”是下指语（或者广义上的回指语）。回指语通常是替代词或其他直指短语。回指和下指都属于内指照应。

## 例子
回指（狭义，属于内指照应）
Susan dropped the plate. It shattered loudly.
“It”是回指词，前行语是“the plate”。
The music stopped, and that upset everyone.
“that”是回指词，前行语是“The music stopped”。
下指（包含于广义上的回指，属于内指照应）
Because he was very cold, David put on his coat.
“he”是下指词，后行语是“David”。
In their free time, the boys play video games.
“their”是下指词，后行语是“the boys”。